# جائزة اختيار النقاد للتلفزيون
جوائز اختيار النقاد للتلفزيون هي جوائز تُقدّم سنويًا من قِبل جمعية صحفيي البث التلفزيوني (BTJA) (الولايات المتحدة). تم تأسيسها في عام 2011، وقد أقيم الحفل الأول ‏ في 20 يونيو 2011، وتم بثه مباشرة على في إتش 1.  تم بث الحفل الرابع على الهواء مباشرة، لأول مرة في تاريخ الجائزة، في 19 يونيو 2014 على ذا سي دبليو. في أكتوبر 2014، مُنحت شبكة أيه أند إي حقوقًا حصرية لبث جوائز التلفزيون والأفلام في عامي 2015 و 2016.

## التاريخ
تأسست جمعية صحفيي البث التلفزيوني (BTJA) في عام 2011 كشركة تابعة لجمعية نقاد بث الأفلام. يتم إنتاج الجوائز من قبل المنتج التنفيذي بوب باين.
وفقًا لرئيس BTJA بالإنابة، جوي برلين، تم إطلاق جوائز اختيار النقاد للتلفزيون "لتعزيز وصول الصحفيين المذيعين الذين يقومون بتغطية صناعة التلفزيون.

## النقد
بعد الإعلان عن الشراكة مع إنترتينمنت ويكلي قبل حفل توزيع جوائز النقاد السابع ‏ في نوفمبر 2016، غادر العديد من الأعضاء البارزين في جمعية الصحفيين العاملين في مجال البث التلفزيوني، بما في ذلك مايكل أوسييلو من تي في لاين وماورين راين من فارايتي وكين تاكر من ياهو! للتلفزيون، ومايكل شنايدر من إنديواير. في مقال نشره شنايدر بعد فترة وجيزة من استقالته بعنوان: «فكرة أن الترفيه الأسبوعي سيكون المنفذ الإعلامي المفضل لعرض الجوائز التي قررها الصحفيون من العديد من المنافذ غير عادية. (سيكون الأمر مثل تسمية CNN الشريك الرسمي للمناقشات الرئاسية، على الرغم من أنها خاضعة للإشراف والتغطية من قبل ممثلين عن منظمات إخبارية متعددة.)»  بعد النزوح الجماعي لنقاد التلفزيون، خسرت جمعية صحفيي البث التلفزيوني 15٪ -30٪ من عضويتها. تسبب هذا في أن تكون غالبية الأعضاء من صحفيي الإنترنت بدلاً من نقاد التلفزيون. خلال جوائز اختيار تلفزيون النقاد السابع ، ‏ تم حجب العديد من البرامج التي نالت استحسانا كبيرا مثل "الأمريكيون" ، " تصحيح" ، "أأنت الأسوأ" لصالح البرامج مع دعم ضئيل للغاية أو معدوم مثل " مودرن فاميلي " نظرية الانفجار العظيم ، و بيت االبطاقات ، وانتقدت على نطاق واسع، بسبب هذا التغيير. 

## احتفالات الجائزة
- 2011
- 2012
- 2013
- 2014
- 2015
- 2016
- 2016 (2)
- 2018
- 2019

## التفوق

### الفائزين المتعددين
3 جوائز
- أليسون جاني
- سارة بولسون

جائزتين
- توم بيرجيرون
- أندريه بروير
- لويس سي.كي.
- براين كرانستون
- جوليا لوي دريفوس
- كرستينا هندريكس
- مارجو مارتينديل
- تاتيانا ماسلاني
- جيم بارسنز
- جيفري تامبور

### المرشحين المتعددين
7 ترشيحات
- والتون جوغنز

5 ترشيحات
- توم بيرجيرون
- كات ديلي
- ريجينا كينج
- جيسيكا لانج
- جوليانا مارغوليس
- تيموثي أوليفانت
- إدين شير